# Домашковицы
Дома́шковицы — деревня в Рабитицком сельском поселении Волосовского района Ленинградской области.

## История
Впервые упоминается в Писцовой книге Водской пятины 1500 года как сельцо Домашковичи в Богородицком Врудском погосте.
Упоминается на карте Ингерманландии А. И. Бергенгейма, составленной по материалам 1676 года, как деревня Domaskowits.
На шведской «Генеральной карте провинции Ингерманландии» 1704 года как деревня Damaschowitz.
Как деревня Дамасковицы она обозначена на «Географическом чертеже Ижорской земли» Адриана Шонбека 1705 года.
На карте Ингерманландии А. Ростовцева 1727 года — как деревня Домосковицы.
На карте Санкт-Петербургской губернии Ф. Ф. Шуберта 1834 года обозначена деревня Домашковицы, насчитывающая 29 крестьянских дворов.

ДОМАШКОВИЦЫ — деревня принадлежит тайного советника Булгакова дочерям, число жителей по ревизии: 72 м. п., 75 ж. п. (1838 год)

В пояснительном тексте к этнографической карте Санкт-Петербургской губернии П. И. Кёппена 1849 года она записана как деревня Domoska (Домашковицы, Домашова) и указано количество её жителей на 1848 год: савакотов — 9 м. п., 12 ж. п., всего 21 человек, русских — 115 человек обоего пола.
Деревня Домашковицы, состоящая из 22 дворов, упоминается на карте профессора С. С. Куторги 1852 года.

ДОМАШКОВИЦЫ — деревня гвардии ротмистра Перовского, 10 вёрст по почтовой, а остальные по просёлочной дороге, число дворов — 25, число душ — 47 м. п. (1856 год)

ДОМАШКОВИЦЫ — деревня владельческая при колодце, по левую сторону Рожественского тракта, от Ямбурга в 49 верстах, число дворов — 28, число жителей: 57 м. п., 61 ж. п. (1862 год)

В 1872 году временнообязанные крестьяне деревни выкупили свои земельные наделы у Б. А. и С. К. Перовских и стали собственниками земли.

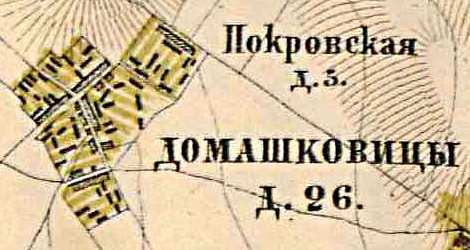
План деревни Домашковицы. 1885 год

Согласно «Карте окрестностей Санкт-Петербурга» в 1885 году деревня Домашковицы состояла из 26 крестьянских дворов, к северу и смежно с ней располагалась деревня Покровская из 5 дворов.
В конце XIX — начале XX века деревня административно относилась ко Врудской волости 1-го стана Ямбургского уезда Санкт-Петербургской губернии.
В 1913 году деревня также состояла из 26 дворов.
С 1917 по 1924 год деревня Домашковицы входила в состав Домашковицкого сельсовета Врудской волости Кингисеппского уезда.
С 1924 года в составе Сяглицкого сельсовета.
Согласно данным переписи населения СССР 1926 года в деревне Домашковицы проживал 181 человек, большинство русские, а также финны и эстонцы.
С 1927 года в составе Робитицкого сельсовета Волосовского района.

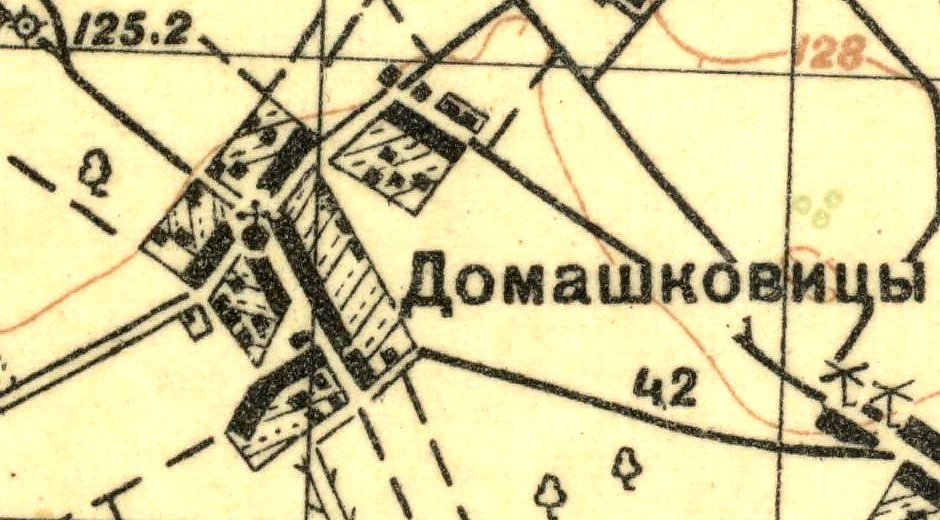
План деревни Домашковицы. 1930 год

Согласно топографической карте 1930 года деревня насчитывала 42 двора. В центре деревни находилась часовня.
По данным 1933 года деревня Домашковицы входила в состав Робитицкого сельсовета Волосовского района.
С 1 августа 1941 года германская оккупация. Деревня была освобождена от немецко-фашистских оккупантов 29 января 1944 года.
С 1954 года в составе Волосовского сельсовета.
С 1963 года в составе Кингисеппского района.
С 1965 года вновь в составе Волосовского района. В 1965 году население деревни составляло 146 человек.
По данным 1966 и 1973 годов деревня Домашковицы находилась в составе Волосовского сельсовета.
По административным данным 1990 года деревня Домашковицы входила в состав Рабитицкого сельсовета.
В 1997 году в деревне Домашковицы проживали 116 человек, деревня относилась к Рабитицкой волости, в 2002 году — 72 человека (русские — 86 %), в 2007 году — 63 человека.

## География
Деревня расположена в центральной части района к югу от автодороги 41А-002 (Гатчина — Ополье).
Расстояние до административного центра поселения — 1,5 км.
Расстояние до ближайшей железнодорожной станции Волосово — 9 км.

## Демография
| 1862 | 2002 | 2007 | 2010 | 2017 |
| ---- | ---- | ---- | ---- | ---- |
| 118  | ↘72  | ↘63  | ↗88  | ↘78  |

### Национальный состав
Согласно данным Всероссийской переписи населения 2021 года в деревне проживали 82 человека, из них:
 русские — 81, другие национальности — 1 человек.

## Достопримечательности
- Близ деревни находится курганно-жальничный могильник XI—XIV веков[32].